# Рябцев, Виктор Иванович
Виктор Иванович Рябцев (25 марта 1896, станица Заслонки Курской губернии  - 1963) – советский военачальник, генерал-майор авиации, заместитель командующего 8-й воздушной и 2-й воздушной армии.

## Биография
Во время Первой мировой войны воевал на Юго-Западном фронте. Во время Октябрьского вооружённого восстания в Москве участвовал в захвате Кремля.
Во время Гражданской войны командовал батальоном в Таращанском полку и 395-м стрелковым полком 132-й стрелковой бригады 44-й Киевской стрелковой дивизии. Участвовал в боях под Царицыным и был дважды ранен в 1918-1919 годах. За проявленную храбрость награждён орденом Красного Знамени.
В 1930-1931 годах перешёл в ВВС. Окончил Качинскую лётную школу и Военно-воздушную академию.
В должности командира 41-й тяжелобомбардировочной авиационной эскадрильи участвовал в советско-финской войне и «за образцовое выполнение боевых заданий командования на фронте борьбы с финской белогвардейщиной и проявленные при этом доблесть и мужество» награждён орденом Красной Звезды.
В 1941 году занимал должность заместителя командующего ВВС Харьковского ВО. В феврале 1941 года полковник Рябцев назначен начальником Харьковского военно-технического училища. Руководил формированием училища.
В сентябре 1941 года полковник Рябцев назначен заместителем командующего ВВС Юго-Западного фронта по тылу. 9 ноября 1941 года присвоено звание генерал-майора авиации. Руководил перебазированием частей авиации в полосу со слабо развитой аэродромной сетью и в течение зимы 941-1942 года обеспечил свыше 30 аэродромов, годных к полётам на колёсах. За бесперебойное обслуживание частей ВВС награждён вторым орденом Красного Знамени
В июне 1942 года, после расформирования управления ВВС Юго-Западного фронта, генерал-майор Рябцев был назначен заместителем командующего 8-й воздушной армии по тылу. Руководил работой службы тыла во время Сталинградской битвы.
В марте 1943 года генерал-майор Рябцев назначен заместителем командующего 2-й воздушной армии по тылу.

В марте 1943 г. в армию прибыл новый заместитель командующего по тылу — генерал-майор авиации В. И. Рябцев, который и оставался на этой должности до окончания Великой Отечественной войны. Он хорошо разбирался не только в вопросах снабжения, но и в общей оперативной обстановке. Волевой, энергичный, обладающий хорошими организаторскими способностями, генерал Рябцев сразу же включился в работу. Оказывая большую помощь штабу и отделам тыла армии, он за короткое время сумел сколотить крепкий, работоспособный аппарат управления и установил хорошие деловые взаимоотношения с начальником тыла Воронежского фронта, который много помогал авиации.— Генерал-майор авиации Г. В. Мусиенко, бывший начальник штаба тыла 2-й воздушной армии
Руководил работой службы тыла во время Курской битвы и проведения Житомирско-Бердичевской, Корсунь-Шевченковской, Ровно-Луцкой, Проскуровско-Черновицкой и Львовско-Сандомирской операций и за отличие награждён двумя орденами Отечественной войны I степени.
Во время проведения Нижнесилезской, Верхнесилезской, Берлинской и Пражской наступательных операций 1-го Украинского фронта, генерал-майор Рябцев обеспечил бесперебойную работу службы тыла армии и отдела аэродромного строительства и «за правильное и умелое руководство тылом по обеспечению бесперебойной работы строевых частей в борьбе с немецкими захватчиками» награждён орденом Богдана Хмельницкого I степени